# プロトタイプ理論
プロトタイプ理論（プロトタイプりろん、英: prototype theory）とは、言語学、認知心理学上の理論であり、1970年代にエレノア・ロッシュらによって提唱された。
人間が実際にもつカテゴリーは、必要十分条件によって規定される古典的カテゴリーではなく、典型事例とそれとの類似性によって特徴づけられるという考え方であり、認知言語学の主要テーゼのひとつである。こうしたカテゴリーをプロトタイプ的カテゴリーと呼ぶ。
たとえば「鳥」という語から想起されるのはカラスやスズメなどの空を飛ぶ小動物であり、ダチョウやペンギンなどは典型事例から外れている。典型性の差にもとづく現象は、一般にプロトタイプ効果と呼ばれる。これに関連して、「鳥は飛ぶ」のように、特別な文脈上の理由がないかぎりデフォルトとして仮定される状況は、理想化認知モデルなどと呼ばれる。
プロトタイプ的カテゴリーの考え方は言語学上の概念自体にも適用される。例えば、名詞や動詞のような品詞も、境界は明確でなく、それぞれ典型的なメンバーと、非典型的・周辺的なメンバーをもつと考える。